# 1410
1410 (MCDX) a fost un an comun al calendarului iulian, care a început într-o zi de miercuri.

## Evenimente
- 15 iulie: Bătălia de la Tannenberg (Grünwald, Polonia). Armata polonă aliată cu cea lituaniană și tătară, înfrânge armata cavalerilor germani ai ordinului teuton. Alexandru cel Bun, ca vasal al lui Vladislav al II-lea al Poloniei, îi acordă sprijin prin participarea trupelor de valahi și moldoveni.

- 26 iulie-19 septembrie: Bătălia de la Marienburg. După înfrângerea de la Tannenberg/Grünwald, oastea cavalerilor teutoni, urmărită de trupele poloneze, se retrage în cetatea Marienburg. În această bătălie, care a fost de fapt un asediu, teutonii reușesc să învingă armata aliaților Poloniei.

## Decese
- 3 mai: Alexandru al V-lea, papă la Pisa în timpul Marii Schisme occidentale, este considerat astăzi de către Biserica Romano-Catolică ca un antipapă, 71 ani (n. 1339)
- 31 mai: Martin I, rege al Aragonului (n. 1356)